# Пакруойис
Пакруо́йис[уточнить] (лит. Pakruojis) — город, административный центр Пакруойского района в Шяуляйском уезде Литвы. Также является административным центром Пакруойского староства.

## География
Расположен на реке Круоя (бассейн реки Лиелупе) в 36 км от Шяуляй и в 260 км северо-западнее Вильнюса. Железнодорожная станция на линии Паланга — Даугавпилс, обслуживающая карьеры доломита. В центре города находится пруд.

## История
Первое упоминание относится к 1531 году. Первая церковь была построена в 1613 году. Находился в Великом княжестве Литовском в составе Речи Посполитой. При разделе Польши отошёл к Российской Империи. Во время Первой мировой войны летом 1915 года был оккупирован немецкой армией. После окончания Первой мировой войны до Второй мировой войны входил в состав Литвы. С 1940 года по 1990 год в составе Литовской ССР. Был центром Пакруойского района Литовской ССР. Город с 1950 года.
24 ноября 1993 года был утверждён герб города. С 1995 года является центром одноимённого района.

## Герб города
На гербе и на флаге города изображена мельница и мост арочной конструкции. Флаг повторяет композицию герба. Автор рисунка герба — Юозас Галкус.

## Экономика
В советское время в городе работал маслосыродельный завод. Было производство строительных материалов.

## Население
| жителей | 2 427 | 3 727 | 4 809 | 6 218 | 6 057 | 5 630 |

| Год  | Численность | Численность |
| ---- | ----------- | ----------- |
| 1923 | 1184        |             |
| 1959 | 2427        |             |
| 1970 | 3727        |             |
| 1979 | 4809        |             |
| 1989 | 6218        |             |
| 2001 | 6065        | [ 8 ]       |
| 2002 | 6031        | [ 8 ]       |
| 2003 | 5988        | [ 8 ]       |
| 2004 | 6013        | [ 8 ]       |
| 2005 | 5917        | [ 8 ]       |
| 2006 | 5772        | [ 8 ]       |
| 2007 | 5651        | [ 8 ]       |
| 2008 | 5541        | [ 8 ]       |
| 2009 | 5444        | [ 8 ]       |
| 2010 | 5354        | [ 8 ]       |
| 2011 | 5160        | [ 8 ]       |
| 2012 | 5034        | [ 8 ]       |
| 2013 | 4984        | [ 8 ]       |
| 2014 | 4919        | [ 8 ]       |
| 2015 | 4896        | [ 8 ]       |
| 2016 | 4826        | [ 8 ]       |
| 2017 | 4632        | [ 9 ]       |
| 2018 | 4444        | [ 10 ]      |
| 2019 | 4403        | [ 8 ]       |
| 2020 | 4351        | [ 8 ]       |
| 2021 | 4594        | [ 8 ]       |
| 2022 | 4552        | [ 8 ]       |
| 2023 | 4490        | [ 8 ]       |

## Достопримечательности

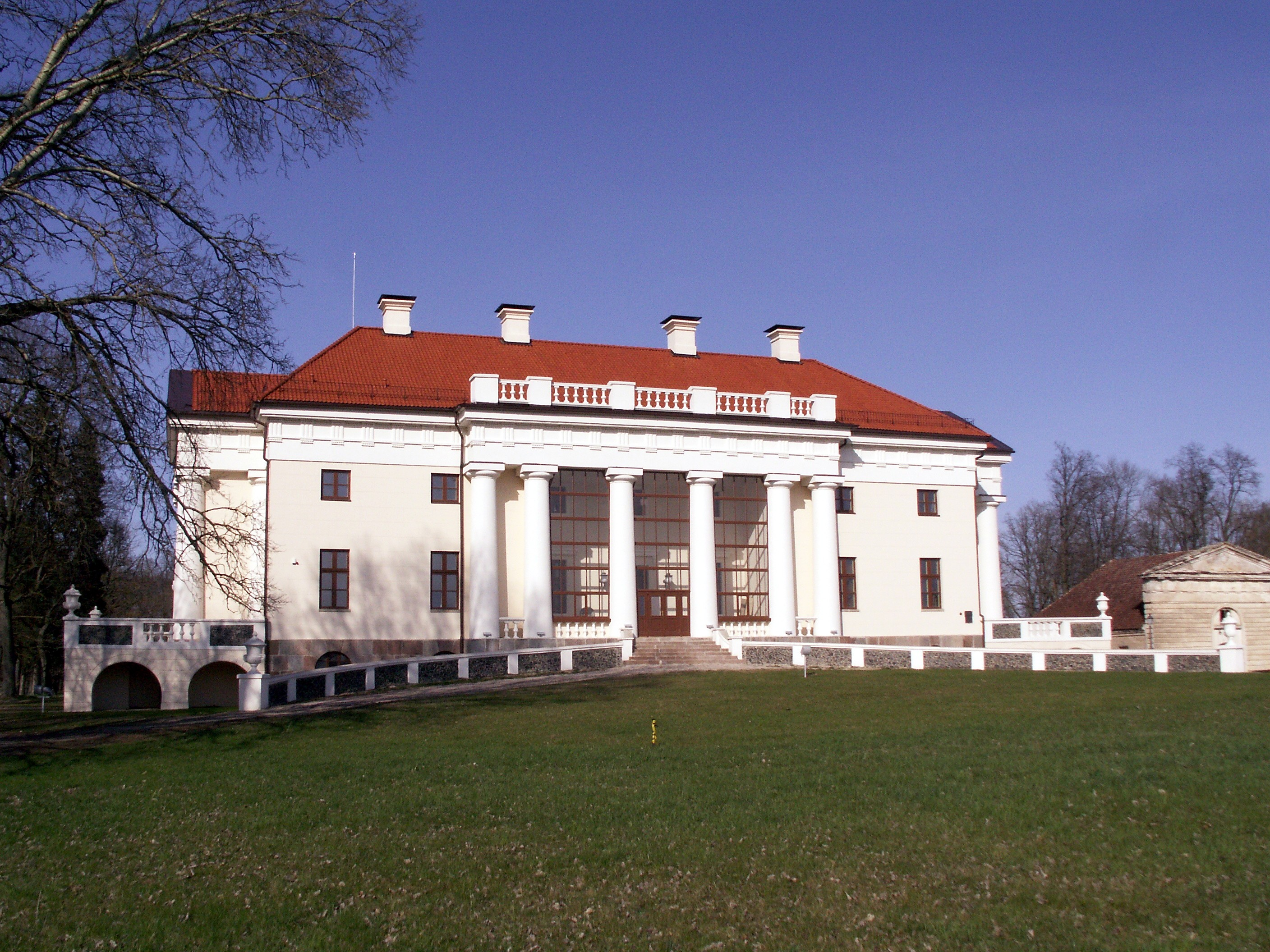
Дворец фон Роппов

- Поместье графов фон Ропп. Построено в начале XIX века.
- Костёл Святого Иоанна Крестителя (Šv. Jono Krikštytojo bažnyčia) (построен в 1887 году).
- Деревянная синагога 1801 года постройки. Занесена в Реестр культурных ценностей Литвы. В послевоенное время в здании действовал кинотеатр, позже там оборудовали склад. В мае 2003 года сильно пострадала от пожара, но недавно была восстановлена. Сейчас в синагоге находится библиотека. Есть экспозиция об истории евреев.
- Английский парк вдоль реки Круоя.
- Арочный мост над рекой Круоя. Построен в 1819 году. Нашёл отражение в гербе города.
- Кладбище советских воинов.
- Библиотека
- Гимназия

## Известные люди
Альгимантас Кунчюс (лит. Algimantas Kunčius) — признанный классик литовской фотографии.

## Города побратимы
- Мариестад, Швеция[источник не указан 3392 дня]